# تپه تیغستون ۳
تپه تیغستون ۳ مربوط به عصر آهن است و در شهرستان ازنا، بخش چاپلق، دهستان جاپلق شرقی، ۱/۵ کیلومتری شمال شرقی روستای مرزیان واقع شده و این اثر در تاریخ ۲۲ آبان ۱۳۸۶ با شمارهٔ ثبت ۲۰۰۶۰ به‌عنوان یکی از آثار ملی ایران به ثبت رسیده است.